# Apex (géométrie)
Pour les articles homonymes, voir apex.

Pyramide à base carrée.

En géométrie, l’apex est le nom parfois donné à un sommet distingué des autres. Par exemple, le sommet opposé à la base d'un triangle, d'une pyramide ou de tout autre sommet particulier que l'on veut mettre en exergue dans une démonstration.
Dans un triangle, chaque sommet peut être vu comme l'apex par rapport au côté qui lui est opposé. Plus précisément, dans un triangle isocèle, l'apex est le sommet où se rejoignent les 2 côtés d'égale longueur.
L’apex d'un cône est son sommet.